# Jan Holender
Jan Holender (ur. 12 marca 1964 w Gdyni, zm. 6 maja 2008 w Ustce) – polski chodziarz, zawodnik Wojskowego Klubu Sportowego Flota Gdynia oraz żołnierz w stopniu starszego bosmana sztabowego w 3 Flotylli Okrętów w Gdyni.

## Osiągnięcia
Jeden z najlepszych polskich chodziarzy lat 90. XX wieku. Dwukrotnie zdobył mistrzostwo Polski w chodzie na 50 km na zawodach rozegranych w 1995 oraz 2000. W 2001 jako jedyny zawodnik zgłosił się do chodu na 50 kilometrów, zawody nie zostały wówczas ostatecznie rozegrane. Jako członek kadry narodowej startował w zawodach Pucharu świata.

## Rekordy życiowe
- Chód na 10 kilometrów – 40:29,0 s. (3 maja 1994, Sopot[3])
- Chód na 20 kilometrów – 1:24:14 s. (1994)
- Chód na 50 kilometrów – 3:52:48 s. (20 kwietnia 1997, Poděbrady[4]) – 17. wynik w historii polskiej lekkoatletyki

## Śmierć
Zmarł nagle podczas zawodów sportowych w biegu patrolowym. Uroczystości pogrzebowe Jana Holendra odbyły się 12 maja 2008 w Rumi w wojskowej asyście honorowej.